# Cranendonck
Cranendonck este o comună și în provincia Brabantul de Nord, Țările de Jos.

## Localități
Budel, Budel-Dorplein, Budel-Schoot, Gastel, Maarheeze, Soerendonk.